# Acer circinatum
Acer circinatum — вид квіткових рослин з родини сапіндових (Sapindaceae).

## Біоморфологічна характеристика
Найчастіше він росте у вигляді великого куща, що досягає приблизно 5–8 метрів у висоту, але іноді він утворює невелике або середнє дерево, винятково до 18 метрів. Пагони тонкі й безволосі. Товщина стовбура рідко перевищує 25 сантиметрів.
Листя від 3 до 14 см завдовжки і вшир, супротивні, пальчасто-лопатеві з 7–11 частками, майже круглі за контуром і тонковолосисті з нижньої сторони; частки загострені і з грубо зубчастими краями. Восени листки стають від яскраво-жовтого до оранжево-червоного забарвлення. Квітки дрібні, діаметром 6—9 міліметрів, з темно-червоною чашечкою і п'ятьма короткими зеленувато-жовтими пелюстками; вони виробляються у відкритих щитках від 4 до 20 разом навесні. Плід — двонасінна крилатка, кожна насінина діаметром 8—10 мм, з бічним крилом 2—4 см завдовжки.
Клен виноградний може легко нахилятися. Іноді це може призвести до того, що верхівка дерева вростає в землю і пускає нову кореневу систему, створюючи природну арку. Це унікальна характеристика.

## Поширення
Вид є ендеміком заходу Північної Америки: Канада (Британська Колумбія); США (Каліфорнія, Орегон, Вашингтон).
Росте на висотах від 0 до 2000 метрів. Вид зустрічається в помірно зволожених і закритих лісах на сонячних схилах і вздовж струмків. Він утворює великі, непрохідні зарості, часто кілька гектарів. Вивірки й бурундуки їдять насіння, а листя їдять олені та лосі. Він добре переносить вогонь і може швидко проростати.

## Використання
Використовується для деревини, але має низьку комерційну цінність. Місцево використовується для ручок інструментів і дров. Вид також можна висаджувати як декоративний, корінні американські народи використовують вид для виробництва різноманітних побутових товарів і в медичних цілях.

## Галерея

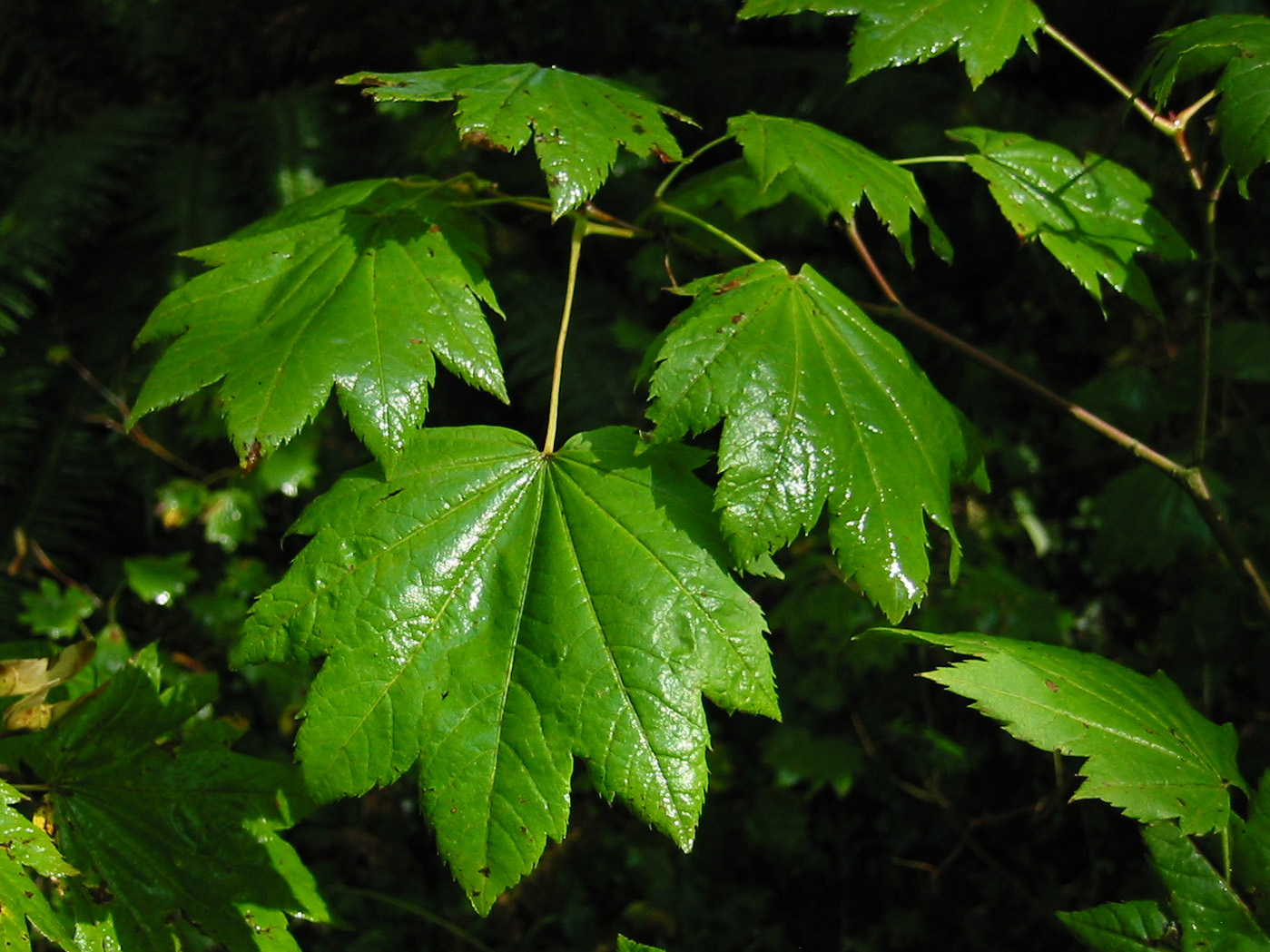
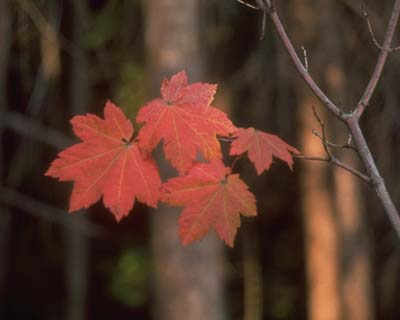
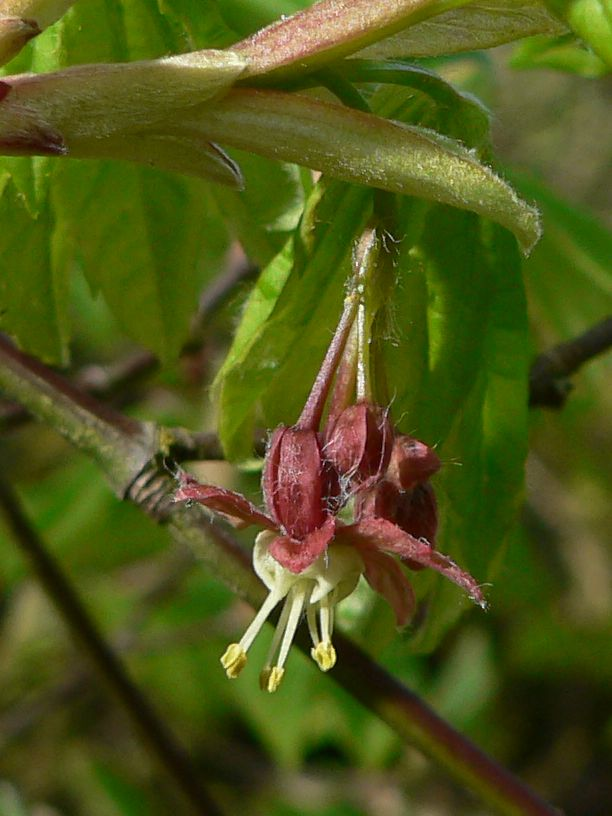
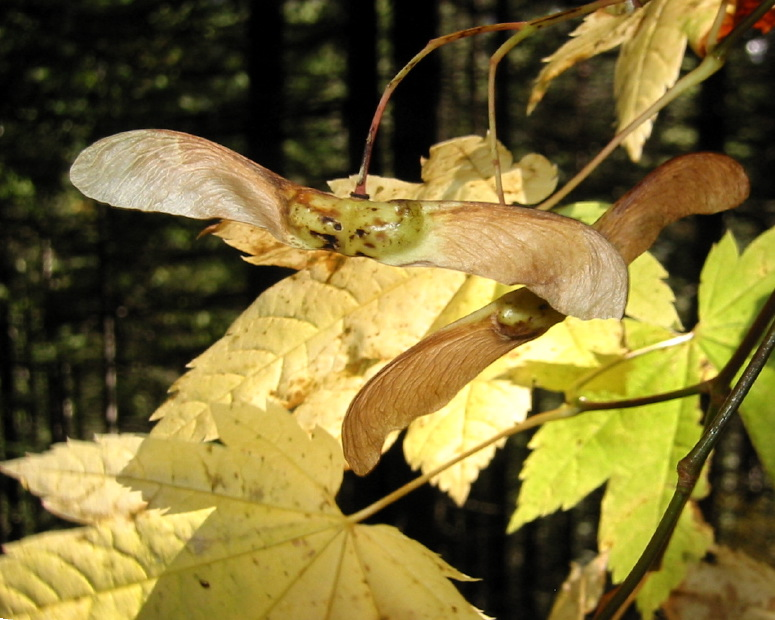